# Alonso de Ena Wolf
Alonso de Ena Wolf (Zaragoza, España, 3 de agosto de 1992) es un árbitro de fútbol español adscrito al comité aragonés del CTA. Desde la temporada 2025-26 forma parte de la plantilla arbitral de la Segunda División.

## Trayectoria
Debutó en la extinta Segunda División B en la temporada 2018-19. Tras tres campañas (2018–2021) en la categoría de bronce, dirigió en Primera Federación durante cuatro temporadas (2021–2025). En junio de 2025 fue promocionado a Segunda División.
El 2 de abril de 2025 actuó como cuarto árbitro en la vuelta de las semifinales de la Copa del Rey disputada en el Estadio Santiago Bernabéu entre el Real Madrid y la Real Sociedad.

## Temporadas
| Categoría          | País   | Años          | Partidos |
| ------------------ | ------ | ------------- | -------- |
| Segunda División B | España | 2018–2021     | 32       |
| Primera Federación | España | 2021–2025     | 53       |
| Segunda División   | España | 2025–presente | —        |

Totales por categoría según BDFutbol (actualizado a 17/08/2025).